# بنواتي
بنواتي هي إحدى القرى اللبنانية من قرى قضاء جزين في محافظة الجنوب.
تبعد بنواتي 80 كلم (49.712 مي) عن بيروت عاصمة لبنان. ترتفع 830 م (2723.23 قدم - 907.688 يارد) عن سطح البحر وتمتد على مساحة 168 هكتاراً (1.68 كلم²- 0.64848 مي²).